# Stauropides superba
Stauropides superba là một loài bướm đêm trong họ Noctuidae.